# Płacz Jeremiji
Płacz Jeremiji (ukr. Плач Єремії; dosł. Lamentacje Jeremiasza) – ukraińska grupa rockowa. Została utworzona we Lwowie, w lutym 1990 roku, ale dwaj muzycy – Taras Czubaj oraz Wsewołod Diaczyszyn – grali razem już od 1984 roku w zespole Cykłon (Циклон).
Piosenki Płacz Jeremiji są z reguły poważną, filozoficzną poezją przy akompaniamencie muzyki rockowej. Muzyka jest przepełniona emocjami, częstokroć ciężka, by dzięki nagłemu zwrotowi przejść w balladę i wybuchnąć ponownie. Wszystko to ma specyficzną lwowską „kolorystykę”.
Ballada Wona (ukr. Вона, tłum. Ona) była największym hitem ukraińskiej muzyki lat 90. XX wieku, zwyciężyła też w 2008 roku w plebiscycie internetowego serwisu @music na najlepiej pamiętaną piosenkę poprzednich 25 lat.

## Albumy
- Dweri, kotri nasprawdi je (Двері, котрі насправді є, Drzwi, które naprawdę istnieją) (1993)
- Naj bude wse jak je... (Най буде все як є..., Niech wszystko będzie, jak jest) (1995)
- Chata moja (Хата моя, Chata moja) (1997)
- Dobre (Добре) (1998)
- Ja pidu w daleki hory (Я піду в далекі гори, Udam się w dalekie góry) (1999)
- Jak ja spala na seni (Як я спала на сені, Gdy spałam na sianie) (2000)

### Kompilacje
- Rok-łehendy Ukrajiny (Рок-легенди України, Ukraińskie legendy rocka)

### Taras Czubaj i przyjaciele
- Nasze Rizdwo (Наше Різдво, Nasze Boże Narodzenie)
- Naszi partyzany (Наші партизани, Nasi partyzanci)
- Nasz Iwasiuk (Наш Івасюк, Nasz Iwasiuk) (2003)

### Taras Czubaj
- Switlo i spowid' (Світло і Сповідь, Światło i spowiedź) (2003)